# Autor (album)
Autor − trzeci studyjny album zespołu Strachy na Lachy wydany w 2007 roku przez S.P. Records. Znajdują się na nim jedynie covery piosenek Jacka Kaczmarskiego.
Pierwotnie na albumie miały znajdować się jeszcze piosenki „Autoportretu Witkacego” i „A my nie chcemy uciekać stąd”, ale ich kompozytor Przemysław Gintrowski nie zgodził się na ich wydanie. W zamian do płyty dodana została piosenka „Mury”. Spowodowało to również przetasowanie zaplanowanej kolejności ułożenia piosenek. Zdaniem zespołu, spowodowało to zmianę charakteru płyty z albumu koncepcyjnego (pod względem literackim) na „zbiór utworów ułożonych według klucza muzycznego”.

## Lista utworów
1. „Siedzimy tu przez nieporozumienie” (Jacek Kaczmarski / Włodzimierz Wysocki) – 3:24
2. „Ballada dla obywatela miasteczka P.” (Jacek Kaczmarski / Georges Brassens) – 3:44
3. „Czerwony autobus” (Jacek Kaczmarski / Zbigniew Łapiński) – 2:02
4. „Przedszkole” (Jacek Kaczmarski) – 3:27
5. „Walka Jakuba z aniołem” (Jacek Kaczmarski / Przemysław Gintrowski) – 3:36
6. „Mury” (Jacek Kaczmarski / Lluís Llach) – 4:52
7. „Szklana góra” (Jacek Kaczmarski) – 4:29
8. „Encore jeszcze raz” (Jacek Kaczmarski) – 6:39
9. „Kazimierz Wierzyński” (Jacek Kaczmarski) – 5:49

utwory dodatkowe
1. „Szklana góra” (Jacek Kaczmarski) (wersja Wolny Tybet) – 4:02
2. „Kazimierz Wierzyński” (Jacek Kaczmarski) (remix trzeci) – 4:51
3. „Czerwony autobus” (Jacek Kaczmarski / Zbigniew Łapiński) (remix drugi) – 1:58

## Teledyski
1. Czerwony autobus

## Skład
- Krzysztof „Grabaż” Grabowski – gitara, śpiew
- Andrzej „Kozak” Kozakiewicz – gitara, śpiew
- Longin „Lo” Bartkowiak – gitara basowa, śpiew
- Mariusz „Maniek” Nalepa – gitara
- Rafał „Kuzyn” Piotrowiak – perkusja
- Arkadiusz „Pan Areczek” Rejda – instrumenty klawiszowe[4], akordeon

Gościnnie
- Janusz Zdunek (Kult) – trąbka
- Mariusz Godzina (Kult) – klarnet basowy, saksofon tenorowy[5]
- Tomasz „Tom Horn” Rożek – instrumenty klawiszowe[4]

## Pozycje na listach
| Lista | Kraj   | Pozycja |
| ----- | ------ | ------- |
| OLiS  | Polska | 3       |